# واقعية إلاهية نقدية
في الإلهيات، الواقعية النقدية هي موقف معرفي يتبناه مجتمع من العلماء الذين تحولوا إلى علماء إلهيات.[بحاجة لمصدر] يتأثرون بمايكل بولاني العالم الذي تحول إلى فيلسوف. قام توماس تورانس بدراسة أفكار بولاني بحماس، الذي أثر عمله في هذا المجال على العديد من اللاهوتيين الذين أطلقوا على أنفسهم الواقعيين النقديين. يضم هذا المجتمع جون بولكينغهورن وإيان بربور وآرثر بيكوك.